# John Loder (2. baron Wakehurst)
John de Vere Loder (ur. 5 lutego 1895 w Cadogan Square w Londynie, zm. 30 kwietnia 1970 w Chelsea w Londynie) – brytyjski arystokrata i polityk, jedyny syn Geralda Loder, 1. barona Wakehurst i lady Louise Beauclerk, córki 10. księcia St Albans.

## Życiorys

### Młodość i służba wojskowa
Wykształcenie odebrał w Eton College i w Trinity College w Cambridge. Biegle władał językiem francuskim i niemieckim, interesował się historią i lubił aktorstwo. Wielokrotnie odwiedzał Niemcy. Jego matka, która uważała go za reinkarnację faraona Totmesa III, podtrzymywała jego zainteresowania egiptologią. Służbę wojskową odbywał w 4 batalionie Royal Sussex Regiment. W jego szeregach walczył na półwyspie Gallipoli. Później pracował w wywiadzie na terenie Egiptu i Palestyny. Został wspomniany w rozkazie dziennym i otrzymał stopień kapitana. W 1919 r. odszedł z wojska.

### Kariera polityczna
W latach 1919–1921 pracował w Foreign Office. W 1924 r. został wybrany do Izby Gmin z ramienia konserwatystów jako reprezentant okręgu Leicester. Miejsce w parlamencie utracił po porażce konserwatystów w wyborach 1929 r. Dwa lata później ponownie zasiadł w Izbie Gmin, tym razem reprezentując okręg Lewes. W Izbie Gmin zasiadał do 1936 r., kiedy to po śmierci ojca, jako 2. baron Wakehurst, zasiadł w Izbie Lordów.

### Gubernator Nowej Południowej Walii
Rok później został odznaczony Krzyżem Komandorskim Orderu Świętego Michała i Świętego Jerzego oraz mianowany gubernatorem Nowej Południowej Walii. 8 kwietnia 1937 r. przybył do Sydney wraz z całą rodziną. Aktywnie uczestniczył w pracach lokalnych władz, odgrywając znaczną rolę podczas kryzysu konstytucyjnego w 1940 r., powstałego po rezygnacji Bertrama Stevensa ze stanowiska premiera Nowej Południowej Walii. Podczas II wojny światowej doszły dodatkowe obowiązki, związane z bezpieczeństwem wewnętrznym prowincji. Wakehurst często odwiedzał również jednostki wojskowe stacjonujące w Nowej Południowej Walii. Jego żona była natomiast przewodniczącą Australijskiej Narodowej Służby Kobiet.
Często krytykowany za jego „prawie faszystowską politykę” i częstych żądań jego ustąpienia, Wakehurst utrzymał się na stanowisku aż do końca wojny. Jego kadencja wygasła ostatecznie 8 stycznia 1946 r. Sześć lat później został gubernatorem Irlandii Północnej. W 1962 r. został kawalerem Orderu Podwiązki. W 1964 r. przeszedł na emeryturę.

### Rodzina
3 czerwca 1920 r. w Holy Trinity w Chelsea, poślubił Margaret Tennant (4 listopada 1899 – 19 sierpnia 1994), córkę Charlesa Tennanta, 1. baroneta i Marguerite Miles, córki pułkownika Charlesa Milesa. John i Margaret mieli razem trzech synów i córkę:
- Henrietta Marguerite Jean Loder (ur. 5 lutego 1922), żona Johna Reader-Harrisa, ma dzieci
- John Christopher Loder (ur. 23 września 1925), 3. baron Wakehurst
- James David Gerald Loder (ur. 24 marca 1928)
- Robert Beauclerk Loder (ur. 24 kwietnia 1934)

### Życie prywatne
Lord Wakehurst był wysokim, rudowłosym i niebieskookim mężczyzną, nieznacznie się jąkającym. Żona opisała go w swoich wspomnieniach jako "niezbyt wylewnego, ale lojalnego i uprzejmego". Baron lubił podróżować i pisać. W 1931 r. wydał książkę Bolshevism in Perspective. Napisał ją po swojej podróży do Związku Radzieckiego, gdzie spotkał się z matką Józefa Stalina. Napisał również 5 innych książek oraz serię thrillerów, które pisał pod pseudonimem "Cornelius Cofyn".
W czasie wolnym lord lubił łowić ryby, grać w tenis lub w golfa. Uwielbiał teatr, operę i balet. Był mężem zaufania Royal Opera House, Covent Garden oraz Royal Ballet. W latach 1948–1969 był Wielkim Przeorem Zakonu Św. Jana w Jerozolimie.
Zmarł w swojej londyńskiej rezydencji w Chelsea w wieku 75 lat. Tytuł barona odziedziczył po nim jego najstarszy syn.